# Rollamienta
Rollamienta település Spanyolországban, Soria tartományban. Rollamienta Rebollar, Soria, Villar del Ala, Valdeavellano de Tera, La Póveda de Soria és Almarza községekkel határos. Lakosainak száma 44 fő (2024).

## Népesség
A település népessége az elmúlt években az alábbi módon változott:
| Lakosok száma | 45   | 49   | 41   | 43   | 40   | 36   | 36   | 40   | 45   | 44   |
|               | 2001 | 2004 | 2007 | 2009 | 2012 | 2014 | 2017 | 2019 | 2022 | 2024 |